# Slänggungan, Skara Sommarland
Slänggungan är en åkattraktion av typen kättingflygare på nöjesfältet Skara Sommarland i Axvall. Attraktionen uppfördes år 1997 och byggdes av den italienska tillverkaren Antonio Zamperla S.p.A. Slänggungan står i mitten av tivoli-området mellan Airboat, Gruvbanan och Convoy.